# Elymnias beatrice
Elymnias beatrice är en fjärilsart som beskrevs av Hans Fruhstorfer 1901. Elymnias beatrice ingår i släktet Elymnias och familjen praktfjärilar. Inga underarter finns listade i Catalogue of Life.